# بئر العبد
بئر العبد هي إحدى مدن محافظة شمال سيناء شمال شرق مصر، تقع شمال شبه جزيرة سيناء، وهي القاعدة الإدارية لمركز بئر العبد، تقع على طريق القنطرة - رفح على ضفاف بحيرة البردويل، تقع على بعد نحو 30 كيلو متراً شرق بيلوزيوم على طريق القنطرة- العريش الساحلي. وهي منطقة معروفة كمركز مهم على الطريق الحربي الكبير منذ القدم، وتتميز بذات الإنتاج السمكي المتميز وتشتهر بزراعاتها من الخضروات والفاكهة خاصة التين والزيتون التي تزرع على مياه الآبار خاصة منطقة جنوب رابعة، كما تكثر بها أشجار النخيل. وتمر بها خطوط الغاز الرئيسية الممتدة إلى الحدود الشرقية لسيناء، وتتبع منطقة بئر العبد أيضاً كل من محمية الزرانيق، وكذلك منطقة الملاحات على بحيرة البردويل.

## أصل التسمية
يقال إن أصل تسمية مركز بئر العبد بهذا الاسم يرجع إلى وجود بئر مشهور كان مملوك لأحد العبيد بالمدينة وكانت تحط عنده الرحالة للتزود بالماء والراحة للقوافل والمسافرين على طريق حورس الحربي والدرب السلطاني بين مصر وفلسطين.

## التاريخ
في عام 1948 م عند نشأة إسرائيل شهدت المدينة قيام جندي مصري شجاع بالتصدي لدبابات العدو المهاجمة لمدينة العريش قرب قرية لحفن جنوب العريش واستطاع توجيه إصابة مباشرة انفجرت بعدها الدبابة الكبيرة القوية والتي كانت على رأس القوة وانسحبت باقي القوة باتجاه الشرق.
وفي العصر الحديث كانت شرارة ثورة 23 يوليو أول ما انطلقت من العريش حيث أن الكتيبتان التي حاصرت قصر الملك بعابدين والمناطق الهامة بالقاهرة كانت من قوات اللواء محمد نجيب قائد منطقة العريش وأول رئيس لمصر (عُيِّن رئيساً مؤقتا بعد تغيير نظام الحكم في مصر وإعلان الجمهورية لحين الإستفتاء على اسم الرئيس).
وفي عام 1956 م شهدت سيناء فشل مغامرة العدوان الثلاثي على مصر حيث اتفقت إنجلترا وفرنسا وإسرائيل على الاعتداء على مصر حيث تحتل إنجلترا وفرنسا منطقة قناة السويس وتحتل إسرائيل سيناء بمقتضى هذه الاتفاقية، انسحبت إسرائيل في مارس 1957، أما في عام 1967 م فقد قامت الحرب بين إسرائيل والعرب بمساعدة وتأييد أمريكا المعلن واحتلال إسرائيل لسيناء والضفة الغربية والجولان. وعلى ثرى سيناء كانت معارك السادس من أكتوبر (10 رمضان) عام 1973 م حيث عبرت القوات المسلحة المصرية قناة السويس وخط بارليف ورُفِعت رايات النصر.

## السكان
يبلغ عدد سكان قسم ومدينة بئر العبد نحو 61,837 نسمة، منهم 31,124 ذكورًا 30,713 إناث. ويضم المركز والمدينة عائلات وقبائل السواركة، الدواغرة، البياضية، الاخارسة، العقايلة، الملاعبة.

## أحياء المدينة
وتضم المدينة 8 أحياء وهي:
- التعمير
- الغزلان
- العرايشية
- المستشفى
- الدواغرة
- الزوايدة
- العمارين
- وسط البلد

## بئر العبد الجديدة
هي تجمع سكاني جديد مُخطط إنشائه على شاطئ البحر الأبيض المتوسط بجوار مدينة بئر العبد على مساحة 2708 فدان.